# Индиан-Хед
Индиан-Хед (англ. Indian Head, букв. пер. с англ. — «индейская голова») — город в округе Чарльз, штат Мэриленд, США. На площади 3,2 км² (3,2 км² — суша, водоёмов нет), согласно переписи 2010 года, проживают 3 844 человек. Плотность населения составляет 1 200 чел/км². В пределах городской черты расположены казённые научно-производственные учреждения ВМС США (лаборатории и химзавод), занимающиеся разработкой и производством компонентов ракетного топлива, снаряжением ракетных двигателей управляемых и неуправляемых ракет.
- Телефонный код города — 301
- Почтовый индекс — 20640
- FIPS-код города — 24-41500[1]
- GNIS-идентификатор — 0590532[2]